# (400) Ducrosa
(400) Ducrosa es un asteroide perteneciente al cinturón de asteroides descubierto el 15 de marzo de 1895 por Auguste Honoré Charlois desde el observatorio de Niza, Francia.
Está nombrado en honor de Joseph Ducros, miembro del observatorio donde se descubrió el asteroide.